# サリフ・エズジャン
サリフ・エズジャン（Salih Özcan、1998年1月11日 - ）は、ドイツ・ケルン出身のプロサッカー選手。ボルシア・ドルトムント所属。ポジションはMF。

## 経歴

### クラブ
地元クラブである1.FCケルンの下部組織出身。2016年9月のブンデスリーガ・シャルケ04戦で82分に大迫勇也と交代しトップチームデビュー。試合には1-3で敗れた 。
2022年5月23日、ボルシア・ドルトムントと5年契約を締結したことが発表された。

### 代表
ユース時代は各年代でドイツ代表に選出されていたが、2022年3月にトルコ人の両親の国籍を行使してトルコ代表でプレーすることを決断。同月29日のイタリア戦でトルコ代表デビューを果たした。

## タイトル
1.FCケルン
- 2. ブンデスリーガ : 2018-19